# Ябор, Йозеф
Йозеф Ябор (чеш. Josef Jabor; 1898 — неизвестно) — чехословацкий гребной рулевой, выступавший за сборную Чехословакии по академической гребле в 1920-х и 1930-х годах. Четырёхкратный бронзовый призёр чемпионатов Европы, участник летних Олимпийских игр в Берлине.

## Биография
Йозеф Ябор родился в 1898 году.
Первого серьёзного успеха в академической гребле на международном уровне добился в сезоне 1923 года, когда в качестве рулевого вошёл в состав чехословацкой национальной сборной и побывал на чемпионате Европы в Комо, откуда привёз награду бронзового достоинства, выигранную в восьмёрках.
В 1924 году в той же дисциплине взял бронзу на чемпионате Европы в Цюрихе.
В 1932 году в восьмёрках выиграл бронзовую медаль на чемпионате Европы в Белграде.
В 1933 году добавил в послужной список бронзовую награду, полученную в распашных рулевых четвёрках на чемпионате Европы в Будапеште.
Благодаря череде удачных выступлений удостоился права защищать честь страны на летних Олимпийских играх 1936 года в Берлине. Будучи рулевым в составе экипажа-четвёрки, куда также вошли гребцы Франтишек Малонь, Альфред Лербретир, Ян Матоушек и Ярослав Мысливечек, занял пятое место на предварительном квалификационном этапе и финишировал третьим на стадии полуфиналов — с таким результатом выйти в решающий финальный заезд не смог.
После берлинской Олимпиады Ябор больше не показывал сколько-нибудь значимых результатов в академической гребле на международной арене. Дата и место смерти неизвестны.